# VR:s blå vagnar

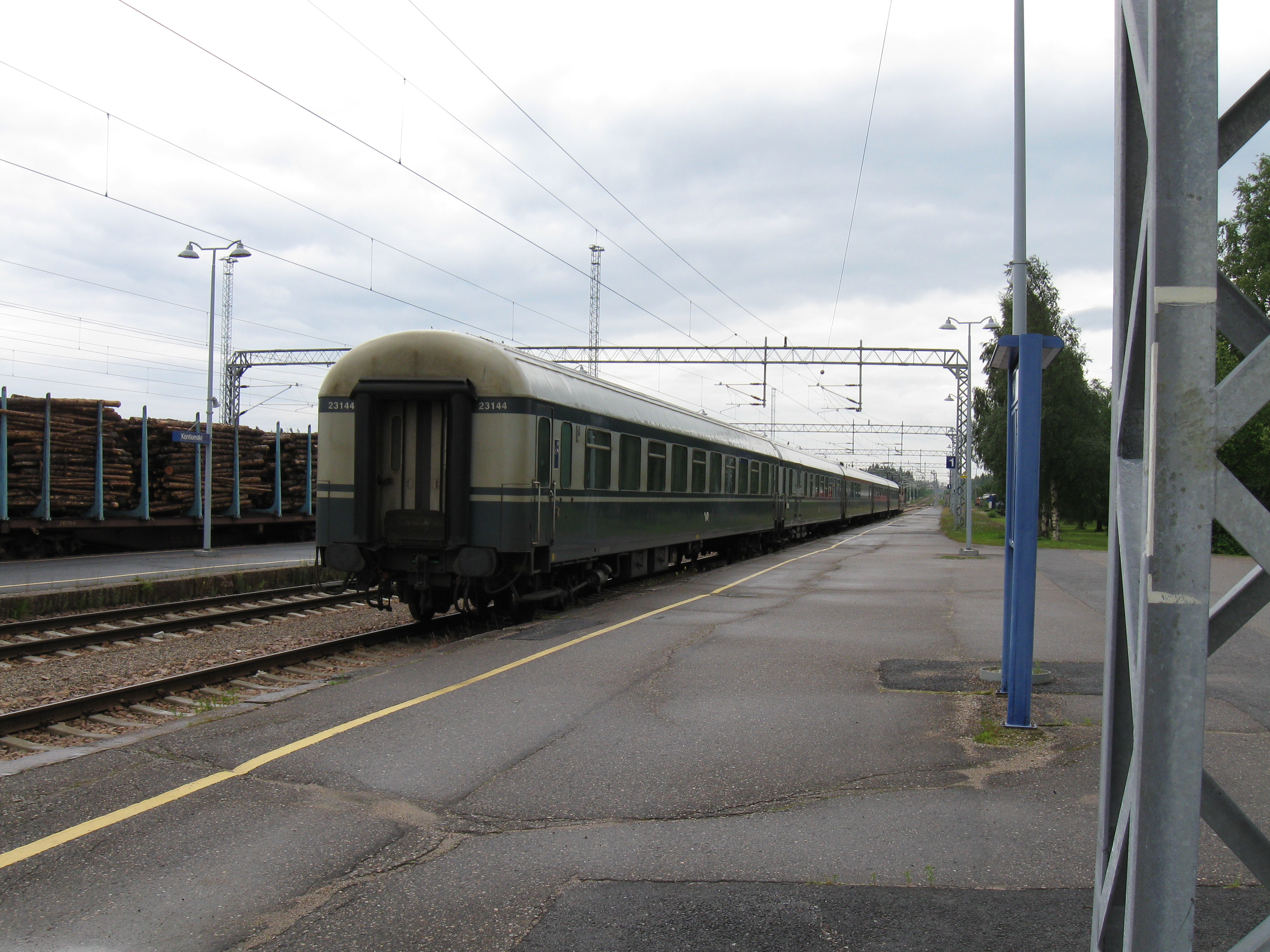
Blåa vagnar i Kontiomäki.

VR:s blå vagnar kallas de vagnar som tillverkades åren 1961–1987 för VR:s passagerartrafik. Namnet kommer från att vagnarna har en blå färgsättning. De kallas även teräskorivaunut, stålkarossvagnar. De första vagnarna tillverkades av Esslingen Maschinenfabrik i Tyskland år 1960–1961 och transporterades till Finland. VR baserade vagnarna som byggdes i Böle maskinverkstad i Böle på den tyska modellen. Valmet tillverkade även några vagnar av modellen.
Vagnarna användes i majoriteten av VR:s tåg fram till 2000-talet. De har sedan 1990-talet ersatts av InterCity-tvåvåningsvagnarna. Fortfarande (2023) trafikerar ett trettiotal vagnar i VR:s passagerartrafik och annan trafik. En stor mängd vagnar har skrotats, men även museiföreningar och privata aktörer har köpt dem.

## Olika varianter
Blå vagnar är samlingsnamet på de vagnar som baserar sin design på de tio första stålkarossvagnarna som VR beställde år 1961 från Esslingen Maschinenfabrik. Under åren modifierades modellen och blå vagnar tillverkades av ett fåtal andra tillverkare. Vagnarna brukar generellt indelas i sju olika kategorier enligt tillverkare:
- Esslingen Maschinenfabrik
  - De tio första vagnarna tillverkade år 1961 av Esslingen i Tyskland.
- VR Böle maskinverkstad
  - Den första massproducerade modellen tillverkad 1964–1975.
  - Den andra förnyade modellen tillverkad 1975–1986.
  - Den tredje och sista modellen tillverkad åren 1982 och 1985–1987 för närtrafik (Eil- och Eilf-vagnarna).
  - Specialvagnar (bilvagnar, mätningsvagnar) tillverkade av VR Böle maskinverkstad som inte hör till några av de ovanstående kategorierna.
- Valmet
  - Valmet tillverkade ett flertal blå vagnar, varav de flesta inte var avsedda för passagerartrafik (postvagnar, fångvagnar och president- och myndighetsvagnar)
- Rautaruukki Transtech
  - Två vagnar specialtillverkades även av Rautaruukki Transtech för användning av republikens president och myndigheter för att ersätta av Valmet år 1970 tillverkade vagnar. Vagnarna målades på samma sätt som resten av de blå vagnarna, men skiljer sig mycket från alla andra blå vagnar utseendemässigt.

## Lista på vagnar[4][5][6]
Om alla vagnar inom en vagnsserie har bytt litteran till en ny, utan större förändringar på själva vagnen, så visas den nya litteran på samma rad som den gamla. Även vagnar som praktiskt taget är identiska men har olika litteran visas på samma rad. Under mängd vagnar visas den totala mängden blå vagnar som haft den litteran. Alla vagnar har inte nödvändigtvis haft litteran samtidigt. Tillverkare visas endast vid vagnsserier som tillverkats som sådana, inte vid vagnsserier som uppstått som följd av namnbyte eller ombyggnad. För sådana som ombyggts visas under tillverkare, om känt, platsen där konverteringen gjordes.

### Vagnar i passagerartrafik
| Littera   | Bild | Beskrivning | Mängd vagnar | Tillverkare                                      | Tillverkad år                                                                                 | Flyttad från                                           |
| --------- | ---- | --- | ------------ | ------------------------------------------------ | --------------------------------------------------------------------------------------------- | ------------------------------------------------------ |
| CEhit     |      | Kombinerad första och andra klass-vagn. Första klass-avdelningen hade kupéer och andra klass hade öppen avdelning. Samtliga vagnar förnyades till CEi 1997–1999. | 18           | VR Böle maskinverkstad                           | 1977                                                                                          |                                                        |
| CEi/Ei    |      | Kombinerad första och andra klass-vagn. Andra klass förblev oförändrad medan första klass byggdes om till en öppen avdelning i InterCity-stil. År 2004 upphörde VR med att ha första klass i tågen. Den före detta första klassens avdelning blev andra klass som resten av vagnen och namnet på vagnar byttes om till Ei. Togs ur bruk på 2010-talet. | 18           | -                                                | 1977 (som CEhit)                                                                              | Från CEhit år 1997–1999                                |
| CEift     |      | Kombinerad första- och andraklassvagn med öppna avdelningar och konduktörskupé. Togs ur bruk vid millennieskiftet. | 4            | -                                                | 1965 (som CEit)                                                                               | Från CEit år 1971                                      |
| CEit      |      | Kombinerad första- och andraklassvagn med öppna avdelningar. Togs ur bruk vid millennieskiftet. | 21           | Maschinenfabrik Esslingen VR Böle maskinverkstad | 1961 1964–1968                                                                                |                                                        |
| CEmt      |      | Sovvagn. Fortfarande i trafik. | 115          | VR Böle maskinverkstad                           | 1970–1984                                                                                     |                                                        |
| Chft      |      | Första klass kupévagn med salong och konduktörskupé. Togs ur bruk vid millennieskiftet. | 4            | -                                                | 1972–1973 (som Cit) 1976 (som Eht)                                                            | Från Cht år 1983. Även 1 vagn från Eht år 1985         |
| Chfty     |      | Första klass kupévagn med salong för Rysslandstrafiken med konduktörskupé. Ombyggdes till Chfy 1999. | 1            | -                                                | 1976 (som Eht)                                                                                | Från Chft år 1992                                      |
| Chfy      |      | Två vagnar med kupéer och salong i InterCity-tema för Rysslandstrafiken. Ena bytte namn till Ehft år 2012 och andra till Ehf år 2013. | 2            | -                                                | 1976 (som Eht)                                                                                | Ena vagnen från Chfty år 1999, andra från Chty år 2000 |
| Cht       |      | Första klass kupévagn med salong. En del konverterades till Ci. Togs ur bruk vid millennieskiftet. | 23           | -                                                | 1972 (som Cit) 1975–1976 (som Eht)                                                            | Från Cit år 1973. Även från Eht år 1979 och 1985–1986  |
| Chty      |      | Första klass kupévagn med salong för Rysslandstrafiken. Ombyggdes till Chfy 2000. | 1            | -                                                | 1976 (som Eht)                                                                                | Från Cht år 1992                                       |
| Ci/Eipt   |      | Första klass vagn med öppen avdelning och salong. I och med att första klass upphörde bytte vagnen till en andra klass djurvagn och namnet byttes till Eipt. De sista togs ur bruk 2021. | 14           | VR Åbo maskinverkstad (ombyggning till Ci)       | 1975–1976 (som Eht)                                                                           | Från Cht år 1997–2000                                  |
| Cit       |      | Första klass-vagn med öppen avdelning. Var endast i trafik en kort tid på 60- och 70-talen, varefter de ombyggdes till andra vagnstyper. | 8            | Maschinenfabrik Esslingen VR Böle maskinverkstad | 1961 1972                                                                                     |                                                        |
| De        |      | Från Fot-vagnar konverterade aggregatvagnar. De-vagnarna används, tillsammans med Eifet-vagnarna, längs den oelektrifierade sträckan Uleåborg-Kolari i natttåg med Edm-sovvagnar, som behöver extra strömförsörjning. De är fortfarande i aktiv trafik.                                                                                                | 2            | -                                                | 1984 (som Fot)                                                                                | Från Fot år 2008                                       |
| EFit      |      | Kombinerad passagerar- och bagagevagn. Har även en konduktörskupé. Två serier tillverkades; den äldre 1966–1969 som togs ur bruk i början av 2000-talet, och den nyare 1980–1986 som togs ur bruk år 2017. Totalt byggdes 66 vagnar. | 66           | VR Böle maskinverkstad                           | 1966–1969 1980–1986                                                                           |                                                        |
| EFiti     |      | EFit-vagnar med hiss, toalett och platser för rullstolsburna. De sista togs ur bruk 2022. | 14           | -                                                | 1980–1982 (som EFit)                                                                          | Från EFit år 1991–1995                                 |
| EFits/EFs |      | EFit-vagnar som förnyats för att användas i InterCity-nattåg. Sju vagnar konverterades. De sista togs ur bruk 2022. | 7            | -                                                | 1985–1986 (som EFit)                                                                          | Från EFit år 2010 och 2012                             |
| Ehf/Ehft  |      | Två före detta Chfy-förstaklassvagnar i Sibeliuståget. Togs ur bruk 2017. | 2            | -                                                | 1976 (som Eht)                                                                                | Från Chfy år 2012 och 2013                             |
| Eht       |      | Andraklassvagn med kupéer. Samtliga 28 vagnar, utom en som råkat ur för en olycka och skrotats, konverterades till första klass Cht-vagnar eller till ELht. | 28           | VR Böle maskinverkstad                           | 1975–1976                                                                                     |                                                        |
| Eifet     |      | Fyra stycken konverterade EFit-vagnar med aggregat i bagageutrymmet. Fortfarande i aktiv trafik. En vagn byggdes om till Fey. | 4            | VR Åbo maskinverkstad (ombyggning till Eifet)    | 1966–1969 (som EFit)                                                                          | Från EFit år 1988–1991                                 |
| Eift      |      | Eit-vagn med konduktörskupé. De sista togs ur bruk på 2000-talet och skrotades. | 17           | VR Böle maskinverkstad                           | 1965–1966 (som Eit) 1973–1974                                                                 | Även vagnar flyttade från Eit år 1971–1972             |
| Eikt      |      | Kombinerad kafé- och passagerarvagn. 17 vagnar tillverkades, varav hälften byggdes om till någon annan vagnstyp på 1980- och 1990-talet. De kvarvarande togs ur bruk i början 2000-talet och skrotades. | 17           | VR Böle maskinverkstad                           | 1966–1971                                                                                     |                                                        |
| Eil       |      | Närtrafiksvagn. Fortfarande i aktiv trafik, dock har majoriteten av de 50 tillverkade vagnarna skrotats. | 50           | VR Böle maskinverkstad                           | 1982 1985–1987                                                                                |                                                        |
| Eilf      |      | Närtrafiksvagn med konduktörskupé. Åtta tillverkades, varav en var ombyggd från Eil. Fortfarande i aktiv trafik, dock har majoriteten skrotats. | 7            | VR Böle maskinverkstad                           | 1982 1982 (som Eil) 1985–1987                                                                 | Även 1 vagn flyttad från Eil år 2002                   |
| Ein       |      | VR:s vanligaste passagerarvagnstyp på senare år. Konverterade från Eit år 1993–1995 och gjorda till rökfria vagnar. De sista togs ur bruk 2015. | ca. 105      | -                                                | 1964–1965, 1981–1985 (som Eit)                                                                | Från Eit år 1993–1995                                  |
| Einu      |      | Två prototyper som förnyades från Eit-vagnar. Har moderna toaletter och automatiska ytterdörrar. Togs ur bruk 2005–2006 och skrotades. | 2            | -                                                | 1981–1982 (som Eit)                                                                           | Från Eit år 1993                                       |
| Einy      |      | Eit-vagn för Rysslandstrafiken. Alla tre vagnar togs ur bruk på 2000-talet och skrotades. | 3            | -                                                | 1983 (som Eit)                                                                                | Från Eity år 1998 och 2007                             |
| Eip       |      | Standardpassagerarvagn lik Eit men med djurplatser i ena ändan av vagnen. De sista togs ur bruk 2014 och skrotades. | 45           | -                                                | 1974–1975 1977–1981 1984 (som Eit)                                                            | Flyttade från Eit år 1994–1995 och från Ein år 2007    |
| Eit       |      | VR:s standardpassagerarvagn från 1960-talet till 1990-talet. Var rökvagn. Har byggts om till många olika vagnstyper. Mer än hälften byggdes om till icke-rökvagnar Eip och Ein runt 1994. Resten fick rökkupé istället för att ha rökavdelning. De sista togs ur bruk år 2006. De flesta har skrotats.                                                 | 274          | Maschinenfabrik Esslingen VR Böle maskinverkstad | 10 vagnar år 1961 (+1 Cit-vagn byggd år 1961 som flyttades år 1980 till Eit) Resten 1964–1985 | 1 vagn från Cit år 1980                                |
| Eita      |      | Två Eit-vagnar i Silja-Line-tema. Togs ur bruk 2006 och skrotades. | 2            | -                                                | 1978 (som Eit)                                                                                | Från Eit år 1990                                       |
| Eity      |      | Eit-vagn för Rysslandstrafiken. Samtliga gjordes rökfria i och med byte till Einy. | 3            | -                                                | 1983 (som Eit)                                                                                | Från Eit år 1992                                       |
| Eiu       |      | Prototypvagn med InterCity-inredning. Togs ur bruk och skrotades 2005. | 1            | -                                                | 1968 (som Eit)                                                                                | Från Eit år 1989                                       |
| ELht      |      | Eht-vagn där ett lekrum och inredning för barn lagts till. Kallas också "Barnens vagn". Togs ur bruk 2006 och alla utom en skrotades. | 11           | -                                                | 1976 (som Eht)                                                                                | Från Eht år 1985–1987                                  |
| Ep        |      | Ein-vagn där djurplatser lagts till. 10 vagnar byggdes om år 2012. De togs ur bruk 2015. | 10           | -                                                | 1983–1984 (som Eit)                                                                           | Från Ein år 2012                                       |
| Fey       |      | Speciell aggregatvagn för Rysslandstrafiken. Konverterad från Eifet år 2006. Togs ur bruk ca. 2011. | 1            | -                                                | 1966 (som EFit)                                                                               | Från Eifet år 2006                                     |
| Fot       |      | Bagage- och godsvagn för passagerartåg. Togs ur bruk ca. 2006. | 12           | VR Böle maskinverkstad                           | 1984–1985                                                                                     |                                                        |
| Fots      |      | Fot-vagnar som förnyats för att kunna användas i InterCity-nattåg. Den sista togs ur bruk 2019. | 3            | -                                                | 1984–1985 (som Fot)                                                                           | Från Fot år 2005                                       |
| Foty      |      | Fot-vagn för Rysslandstrafiken. Togs ur bruk i början av 2010-talet. | 1            | -                                                | 1984 (som Fot)                                                                                | Från Fot år 1992                                       |
| Rbkt      |      | Sju Eikt-vagnar byggdes om till Rbkt-barvagnar 1991–1993. Vagnarna hade en stor öppen avdelning med barstolar och även en urinoar i ena ändan. De sista togs ur bruk 2014. | 7            | VR Åbo maskinverkstad (ombyggning till Rbkt)     | 1966–1971 (som Eikt)                                                                          | Från Eikt år 1991–1993                                 |
| Rk        |      | Tolv Rkt-vagnar förnyades 1997–2000 till Rk-vagnar. Interiören uppdaterades och senare målades även vagnarna i InterCity-färger. De sista togs ur bruk år 2022. | 12           | VR Åbo maskinverkstad (ombyggning till Rk)       | 1975–1976 (som Rkt)                                                                           | Från Rkt år 1996–1998 1 Rky tillbaka till Rk år 2012   |
| Rky       |      | Rk-restaurangvagn för Rysslandstrafiken. Vagnen bytte namn tillbaka till Rk efter att Sibelius-tåget upphört att trafikera. | 1            | -                                                | 1976 (som Rkt)                                                                                | Från Rk år 2000                                        |
| Rkt       |      | Standardrestaurangvagn i VR:s trafik. De sista togs ur bruk 2015. | 40           | VR Böle maskinverkstad                           | 1975–1986                                                                                     |                                                        |
| Rt        |      | Restaurangvagn tillverkad av Valmet år 1972. Togs ur bruk i början av 2000-talet. | 6            | Valmet                                           | 1972                                                                                          |                                                        |
| Rty       |      | Rt-restaurangvagn för Rysslandstrafiken. Två Rt-vagnar konverterades åren 1992 och 1995 till Rty. Togs ur bruk 1995 respektive 2000 och ersattes av Rky. | 2            | -                                                | 1972 (som Rt)                                                                                 | Från Rt 1992 och 1995                                  |

### Andra vagnar
| Littera        | Bild | Beskrivning | Mängd vagnar | Tillverkare                                       | Tillverkad/Flyttad                  | Flyttad från                                    |
| -------------- | ---- | --- | ------------ | ------------------------------------------------- | ----------------------------------- | ----------------------------------------------- |
| A 1 & A 2/Cmc  |      | Äldre serie vagnar för republikens president och myndigheter. Togs ur bruk 2001.                                     | 2            | Valmet                                            | 1970                                |                                                 |
| A 16           |      | Elteknisk mätningsvagn/testvagn. Fortfarande i trafik.                                                               | 1            | VR Böle maskinverkstad                            | 1986                                |                                                 |
| A 17           |      | Mätningsvagn/testvagn. Fortfarande i trafik.                                                                         | 1            | VR Böle maskinverkstad                            | 1969                                |                                                 |
| A 20           |      | "Konferensvagn". Gammal Eikt-restaurangvagn som har kök, lounge och mötesbord. Togs ur bruk på 2010-talet.           | 1            | -                                                 | 1970 (som Eikt)                     | Från Eikt år 1980                               |
| A 1/A 42 & A 2 |      | Nyare serie vagnar för republikens president och myndigheter. Togs ur bruk på 2010-talet.                            | 2            | Rautaruukki Transtech                             | 1992                                |                                                 |
| A 40           |      | Salongsvagn med sovhytter, kök och salong. Togs ur bruk på 2010-talet.                                               | 1            | VR Böle maskinverkstad                            | 1984                                |                                                 |
| A 41           |      | Salongsvagn med sovhytter, kök och salong. Togs ur bruk på 2010-talet.                                               | 1            | -                                                 | 1984 (som CEmt)                     | Från CEmt år 1990                               |
| A 50           |      | "Klubbvagn". Gammal restaurangvagn som är uppdelad i kafé- och dansavdelning. Togs ur bruk på 2000-talet.            | 1            | VR Åbo maskinverkstad (ombyggning till klubbvagn) | 1971 (som Eikt)                     | Från Eikt år 1989                               |
| A 60           |      | Utställningsvagn. I praktiken mycket lika Fot, som den konverterades ifrån. Togs ur bruk på 2010-talet.              | 1            | -                                                 | 1985 (som Fot)                      | Från Fot år 1989                                |
| Ems            |      | Vagn för transport av militär. 13 konverterades till Ems från gamla Eit- och Pot-vagnar. Togs ur bruk på 2000-talet. | 13           | -                                                 | 1965-1970 (som Eit), 1983 (som Pot) | Från Pot år 2000–2001 och från Eit år 2002–2003 |
| Emx            |      | Speciell konverterad variant av CEmt-sovvagn för godstrafik. Inte i aktiv trafik, men ägs fortfarande av VR.         | 1            | -                                                 | 1980 (som CEmt)                     | Från CEmt år 2014                               |
| Gfot           |      | Bilvagn. Fortfarande i trafik.                                                                                       | 24           | VR Böle maskinverkstad                            | 1974–1975 1983–1984                 |                                                 |
| Nom            |      | Fångvagn. Fortfarande i trafik.                                                                                      | 4            | Valmet                                            | 1983–1984                           |                                                 |
| Pot            |      | Postvagn. Samtliga togs ur bruk på 1990-talet.                                                                       | 13           | Valmet                                            | 1967–1968 1983                      |                                                 |

### Motorvagnar
| Littera | Beskrivning | Mängd | Tillverkare                                                               | Tillverkad                     | Flyttad från     |
| ------- | --- | ----- | ------------------------------------------------------------------------- | ------------------------------ | ---------------- |
| Dm10    | Eit-vagn som konverterades till en motorvagn med två motorer och förarhyttar. Endast en prototyp tillverkades. Togs ur bruk på 1990-talet. | 1     | VR Böle maskinverkstad (som Eit) VR Pieksämäki maskinverkstad (till Dm10) | 1964 (som Eit) 1994 (som Dm10) | Från Eit år 1993 |